# Beehive
Il Beehive, ufficialmente Executive Wing of Parliament, è un palazzo di Wellington, parte del sistema di edifici che ospitano il Parlamento e il Governo della Nuova Zelanda, ed è sede degli uffici del Primo ministro oltre che di alcuni ministeri. Il nome, dovuto alla somiglianza dell'edificio con un tipico alveare, è spesso utilizzato come metonimia per indicare il governo neozelandese.
A partire dal 2015 è stato riconosciuto come parte dell'Heritage New Zealand di categoria I; inoltre una sua versione stilizzata è presente sulla banconota da 20 dollari neozelandesi.

## Storia
Negli anni '60 a causa della mancanza di spazio, oltre che per la sismologia della zona, si decise di riconsiderare il progetto originale per la costruzione dei palazzi governativi; si aprì un dibattito: da una parte si voleva completare il progetto neoclassico originale di John Campbell, mentre dall'altra si voleva portare avanti la costruzione di un edificio più moderno. Nel 1963 il Governo, su impulso dell'architetto Fergus Sheppard, invitò quindi sir Basil Spence, che nel corso dell'anno successivo presentò il bozzetto di una torre conica a pianta circolare. Per il suo aspetto peculiare l'edificio fu subito ribattezzato Beehive, che in inglese si può tradurre con alveare.
Dopo alcuni adeguamenti strutturali ad opera del Ministero dei lavori, la costruzione dell'edificio iniziò nel 1969 e coinvolse un elevato numero di imprese e di ingegneri.

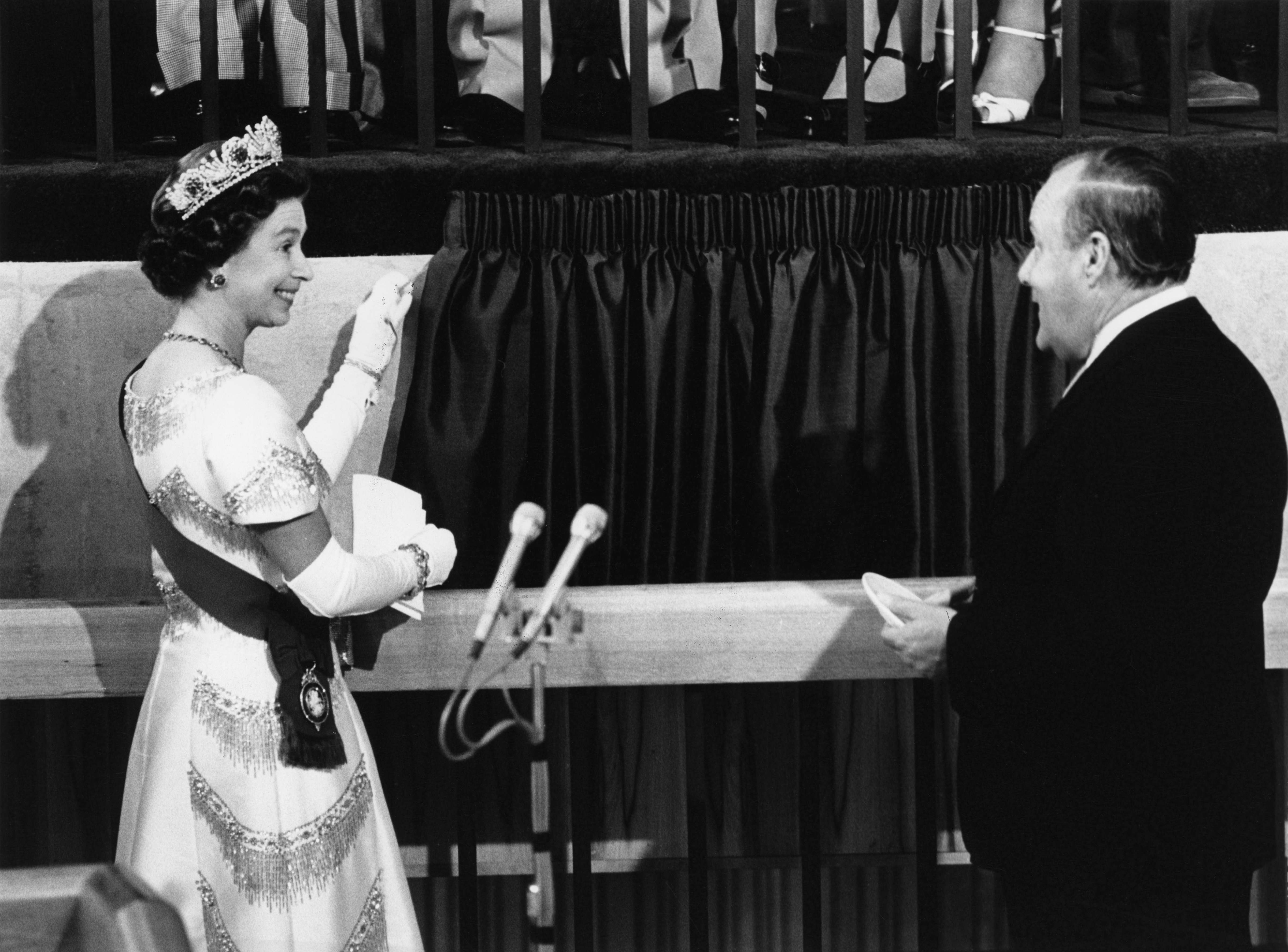
La regina Elisabetta II durante la cerimonia di apertura del Beehive il 28 febbraio 1977

Il 28 febbraio 1977 la regina Elisabetta II, durante una visita nei territori del Reame del Commonwealth in occasione del giubileo d'argento, svelò una placca nella sala principale mentre l'inaugurazione ufficiale fu tenuta dal Primo ministro Robert Muldoon nel maggio dello stesso anno. Il Governo si spostò nel corso del 1979 e l'edificio fu completato nel 1981.
Tra il 2001 e il 2006 lo studio di architetti Warren and Mahoney portò avanti un piano di ristrutturazione dell'edificio e di ammodernamento degli interni.